# 壮溪树蛙
壮溪树蛙（学名：Buergeria robusta）又名壯溪樹蛙。为树蛙科溪树蛙属的两栖动物，是台灣的特有物种。分布于台灣本島。该物种的模式产地在台湾。

## 棲地與分佈
壮溪树蛙是一種常見且廣泛分佈的物種，分佈於中低海拔地區，主要生活在小溪或溪流附近。因棲息地喪失，族群數量備受威脅；他們也被捕抓，以供食用。
壮溪树蛙的基因分佈與台灣的地理環境高度一致，中央山脈東西兩側的族群表現出明顯的遺傳分化。

## 描述
壮溪树蛙是中型到大型的樹蛙。體型健壯，雄蛙可成長至 4—5 cm（1.6—2.0英寸） 大小，雌蛙則為 7—8 cm（2.8—3.1英寸）。背部皮膚光滑。顏色隨環境而變化，可為棕色、灰色或綠色，甚至是黃色。
繁殖季節從2月到9月，常可發現雄蛙停棲在岩石頂端做求偶鳴叫。卵直接產於水中，不會做出泡沫巢。

## 保护
本种于2023年被收录入《有重要生态、科学、社会价值的陆生野生动物名录》。